# 辛特-鴻布列什莊園
辛特－鴻布列什莊園是一間著名的葡萄酒供應商，位於法國的亞爾薩斯。這個莊園於1959年由兩個釀酒家族的姻親關係結合而成，現時的負責人是鴻布列什家族的直系傳人奧利弗·鴻布列什，同時他是首個獲得葡萄酒大師稱號的法國人。